# Teatro Municipal de Villarrica
El Teatro Municipal de Villarrica es un teatro en la ciudad paraguaya de Villarrica. Se encuentra ubicado en el barrio Centro de la zona urbana de la ciudad. Es uno de los únicos tres teatros del país que posee un foso de orquesta. Ha sido nombrado Patrimonio Histórico Cultural de la ciudad.

## Historia
El predio que hoy ocupa este edificio fue cementerio de los padres jesuitas en la época de estancia de éstos en la ciudad. Tras su expulsión en 1776, el sitio fue ocupado por los padres franciscanos quienes construyeron allí el otrora Convento de Santa Bárbara. Dicho convento fue clausurado por orden del dictador de Paraguay Gaspar Rodríguez de Francia, en 1824. Los lugareños cuentan que desde aquí parte un túnel subterráneo llega hasta la iglesia Catedral.
La construcción de la estructura actual fue iniciada por Hans Shallman en 1911 y concluida en julio de 1913 bajo la administración de Cosme Codas Ynsfrán, primer intendente de la ciudad. A lo largo de los años, varios artistas de renombre pasaron por sus puertas.

## Restauraciones
La constitución edilicia tuvo una radical reforma a principios de la década de los 70. Entre 1980 y 1982 la edificación fue remodelada y ampliada.
Durante la intendencia de Federico Alderete Guggiari (2001-2010), planes para la restauración del local fueron iniciados. En 2012, el Ministerio de Obras Públicas y Comunicaciones (MOPC) invirtió Gs. 3 000 000 000 para la restauración del espacio, proyecto que fue sujeto a retrasos. En 2020, el gobierno de la República de China donó US$ 1 200 000 (más de Gs. 8 000 millones) para la refacción del espacio, aunque dicho proyecto también sufrió retrasos, marcando así casi 15 años desde que las restauraciones empezaron, imposibilitando el uso del espacio.
El primer desembolso fue ejecutado por el entonces intendente Gustavo Navarro (ANR), el mismo rindió cuentas lo cual facilitó que se realizara el segundo desembolso ya al entonces intendente Alejandro Aguilera (ANR). El mismo no completó la obra ni rindió cuentas por lo cual el tercer desembolso ya no fue posible. Actualmente el Teatro Municipal se encuentra cerrado imposibilitando el acceso al mismo. 

## Sitios Web
- Blog de Villarrik
- 80 Edificaciones de Valor Patrimonial en Villarrica
- Restauración del MOPC (2012)
- Restauración de Taiwán (2020)

- Datos: Q110101459